# Ziegler (tapijt)
Ziegler is een benaming voor een bepaald soort oosters (Perzisch tapijt) tapijt. De benaming Ziegler is heel bijzonder; niet de plaats van herkomst maar een fabrikant verleent de naam aan dit soort tapijten. Tijdens de Qajardinastie (Kadjaren) van 1796-1925 ontstaat weer een stabiele toestand in Perzië waardoor de handel met westerse landen toeneemt. Vooral de Engelsen en later de Amerikanen zijn, na het verlies van de Hollandse VOC in dit gebied, de belangrijkste handelspartners.

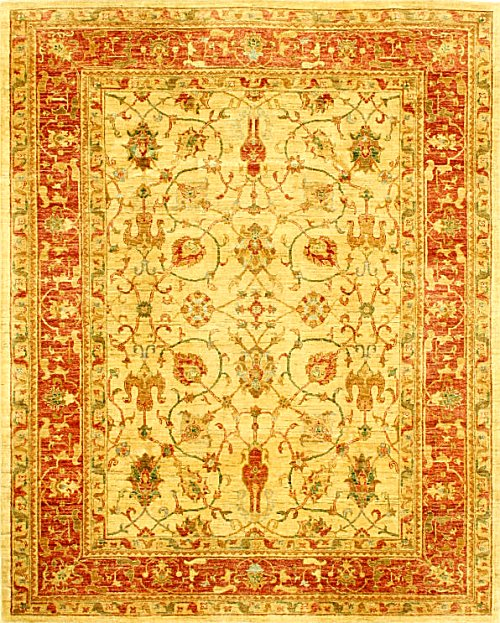
Pakistaanse Ziegler, vervaardigd door Afghaanse vluchtelingen in Pakistan.

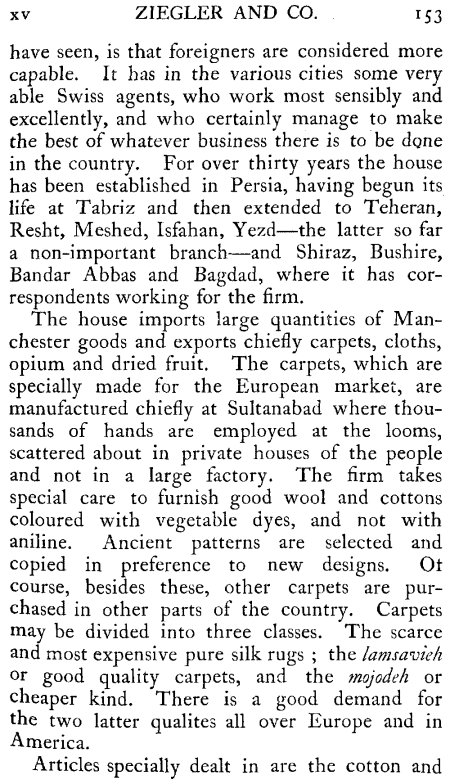
Across Coveted lands, VI, p. 153

Na de Great Exhibition van 1862 in Londen ontstaat een hernieuwde belangstelling voor allerlei artikelen uit het Midden-Oosten. De rijke Victoriaanse huizen worden opgesierd met allerlei zaken waaronder tapijten die onder andere door Liberty & Compagny zijn geïmporteerd. Omdat de Engels/Amerikaanse smaak eind 19de eeuw vooral wordt ingeven door economische motieven probeert men de stijl van geïmporteerde Perzische tapijten zodanig te beïnvloeden dat deze voldoen aan deze 'smaak' ook de afmetingen van de tapijten moet worden aangepast aan de Victoriaanse en Amerikaanse huizen. Vanaf 1880 tot 1930 is een bedrijf Ziegler & Co in de regio van Sultanabad (het huidige Arak) gevestigd die de fabricage en handel naar de Verenigde Staten en Europa in handen heeft. De tapijten heten in die tijd nog Sultanabad of Fereghan, deze naam is ontleend aan de tapijten waaraan de oorspronkelijke motieven zijn ontleend. Ziegler & Co heeft zijn hoofdkantoor in Tabriz en vandaar uit heeft zij duizenden knopers aan het werk, totaal zijn er zo'n 2500 knoopramen waaraan mensen werken voor de productie van de tapijten die naar het westen worden geëxporteerd. Omdat het hier kopieën (zie Across coveted lands, VI p 153) betreft met aangepaste kleuren heeft men in Europa, met uitzondering van Engeland, weinig belangstelling voor deze tapijten, men houdt vast aan de authentieke echte Perzische kunst. Met name in Frankrijk en Italië waar de bevolking altijd een eigen smaak en stijl heeft ontwikkeld werden de tapijten vrijwel niet verkocht. Na 1920 wordt de Amerikaanse smaak opnieuw gewijzigd en ontstaat de zogenaamde Amerikaanse Sarouk, het is een Saroukkleed dat na een chemische behandeling opnieuw wordt ingekleurd om aan de Amerikaanse norm te voldoen. Langzamerhand verdwijnt de Zieglerimport en antieke kleden uit die tijd worden slechts zelden gevonden. Dit is waarschijnlijk veroorzaakt door het feit dat de kwaliteit gemiddeld tot laag is en de tapijten door het dagelijks huiselijk gebruik zijn versleten.

## De wedergeboorte van de Ziegler
Voor de wedergeboorte van het Zieglertapijt zijn twee factoren aan te wijzen:
1. In de jaren 80 van de twintigste eeuw doen de interieurgoeroes een geslaagde poging om de Europese smaak te beïnvloeden: de burger die het nu altijd druk heeft met werken, dit om de economie naar Amerikaans voorbeeld gaande te houden, moet wonen in een rustgevende omgeving. Vooral niet te veel objecten, weinig kleuren en lege interieurs is de nieuwe trend. De media staan toe dat men desnoods een tapijt heeft maar het moet dan 'bestorven kleuren' hebben. Tapijten die aan deze eis voldoen zijn gebleekte Perzische tapijten en de tapijten in de Ziegler stijl.
2. In 1984 wordt een collectie tapijten geveild afkomstig uit Elveden Hall (filmlocatie voor onder andere Tombraider met Lara Croft). In 1894 laat de eigenaar Sir Edward Cecil Guinness, Baron Iveagh (de man die in de bierbranche multimiljonair was geworden) het huis inrichten met het oog op het bezoek van de Prince of Wales. Bij de inrichting worden onder andere 23 tapijten gebruikt die hij heeft aangeschaft bij Liberty & Company and Harvey Nichols. Doordat de veilingmeesters deze tapijten niet kennen worden ze te koop aangeboden als Turkse tapijten met richtprijzen van 400 tot 2000 pond. De tapijten brengen echter recordprijzen van 35.000 pond of meer per stuk op. De tapijthandelaren beseffen dat dit een goed idee voor investeringen is en er worden overal initiatieven genomen om de productie weer ter hand te nemen.

De productie van Zieglers wordt weer opgenomen in Afghanistan omdat daar goedkope arbeidskrachten (soms kinderen) voorhanden zijn. Na de oorlog met Rusland (1979-1989) verplaatst de productie zich grotendeels met de vluchtelingen mee naar Pakistan.
Maar nog steeds worden er Zieglers in Afghanistan gemaakt. In 2017 kregen wij een voor ons op maat gemaakte Ziegler, via contact in Nederland en Pakistan; prachtig en fantastische kwaliteit.